# Faciat Georgius

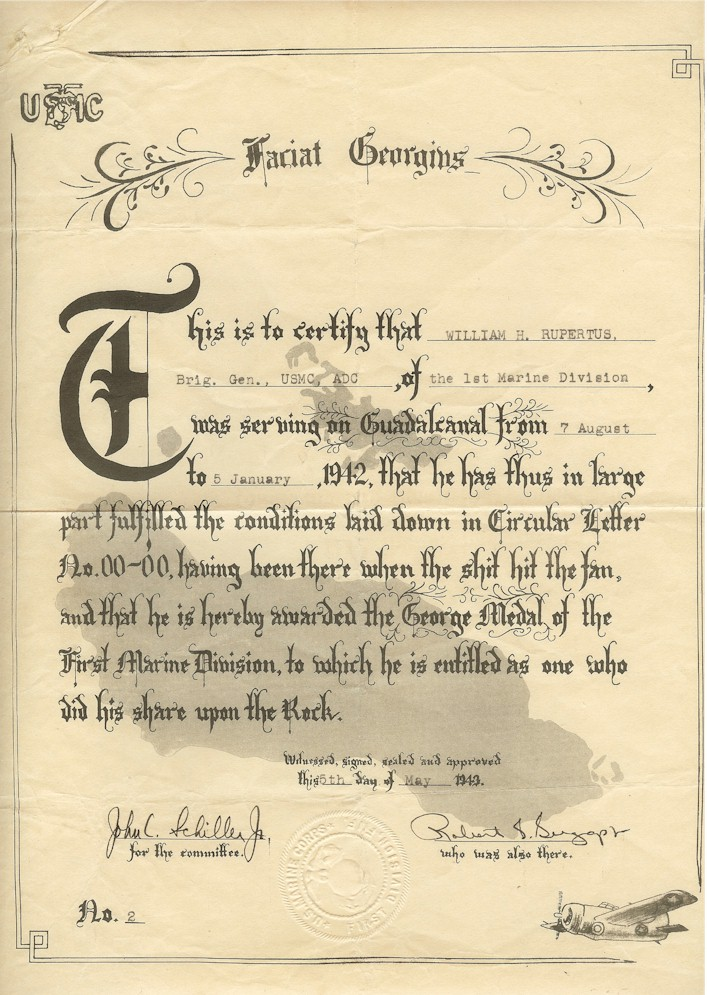
Certyfikat nadania

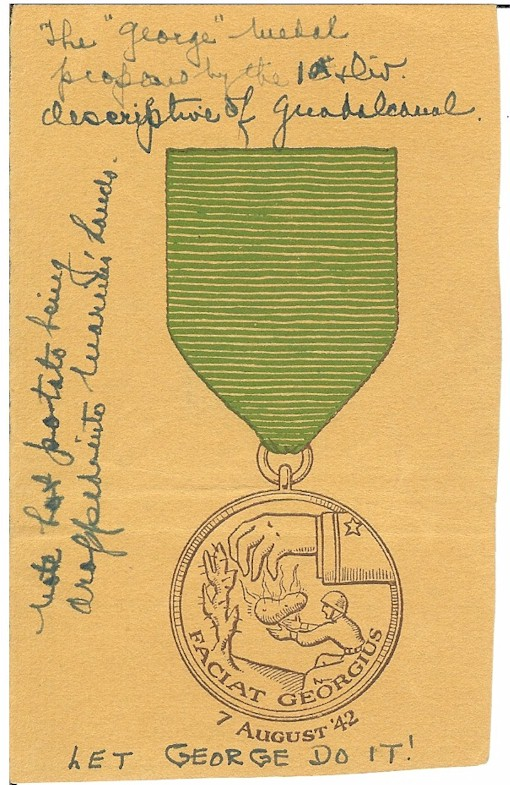
Rysunek projektu odznaczenia

Faciat Georgius – nieoficjalne odznaczenie wręczane podczas II wojny światowej oficerom Korpusu Piechoty Morskiej Stanów Zjednoczonych, starszym podoficerom 1 Dywizji Piechoty Morskiej i brytyjskim strażnikom wybrzeża, którzy służyli podczas kampanii na Guadalcanal.

## Historia
Po początkowym sukcesie lądowania oddziałów 1 Dywizji Piechoty Morskiej na wyspie Guadalcanal 7 sierpnia 1942 roku siły japońskie zebrały się do kontrataku. W dniu D+3 do bitwy dołączyły japońskie siły morskie i powietrzne. 10 sierpnia amerykańskie siły morskie wspierające piechotę morską zostały wycofane po porażce w bitwie koło wyspy Savo, wyładowując na lądzie tylko połowę zapasów potrzebnych siłom naziemnym. Minęło kilka tygodni, zanim statki i zaopatrzenie powróciły, pozostawiając przez ten czas Marines samym sobie, żyjących z ich skromnych zapasów i zdobytych racji żywnościowych wroga.
Gdy po zwycięskiej kampanii dywizja odpoczywała i doposażała się w Melbourne w Australii, pułkownik (późniejszy generał dywizji) Merrill B. Twining zasugerował wybicie pamiątkowego medalu. Zasugerował, aby wstążka była wykonana z bawełnianej diagonalnej oliwkowokozielonej tkaniny z munduru polowego Marines M1941, a na samym medalu znalazł się napis „Let George Do It”, nieformalne motto dywizji z czasów szkolenia, kiedy jej personel wydawał się otrzymywać więcej niż sprawiedliwy przydział najtrudniejszych zadań. Motto zostało przetłumaczone na łacinę przez brytyjskiego strażnika wybrzeża kapitana Martina Clemensa, który również został odznaczony medalem. Autorem projektu odznaczenia był kapitan (później pułkownik) Donald L. Dickson, który narysował wzory na zdobycznych japońskich pocztówkach, używając półdolarówki do rysowania okręgów. Koszt otrzymania medalu wynosił jednego funta australijskiego. Około 45 oficerów i starszych podoficerów zgłosiło się, aby otrzymać odznaczenie.
Jedyne, co można udokumentować, to że medale zostały wybite w Australii przy użyciu metody wosku traconego, ponieważ wykonanie metalowej matrycy byłoby zbyt drogie. Szacunki liczby odlanych medali wahają się od 25 do kilkuset, przy czym najpowszechniej przyjętą liczbą jest 50. Medal został wykonany bez standardowej dla amerykańskich odznaczeń metalowej zapinki, zamiast tego był mocowany do munduru za pomocą dużej agrafki używanej do zamykania worków na pranie na pokładach okrętów amerykańskiej marynarki wojennej. Do każdego medalu dodawano certyfikat nadania.
Kiedy medale były gotowe, porucznik Frank Farrell, oficer wywiadu 7 Pułku Marines i były redaktor „New York World-Telegram”, został wyznaczony do napisania tekstu i nadzorowania druku certyfikatów nadania. Podporucznik John C. Schiller Jr. został obciążony zadaniem pobierania opłat za wybicie medalu, a podpułkownik (później pułkownik) Edmond J. Buckley został mianowany „Wielkim Mistrzem Orderu” i podpisał kilka certyfikatów.
Na rynku kolekcjonerskim można spotkać podróbki medalu, które łatwo rozpoznać po innym rodzaju metalu, innej patynie i braku wielu detali.

## Opis i symbolika
Awers medalu przedstawia wysuwającą się zza prawej krawędzi rękę i fragment rękawa munduru marynarza marynarki wojennej USA, zrzucającego gorącego ziemniaka na wysunięte w błagalnym geście ręce wygłodzonego żołnierza piechoty morskiej, co jest nawiązaniem do trudnej sytuacji zaopatrzeniowej i odejścia US Navy od Guadalcanalu na początku bitwy. Widoczny po lewej stronie kaktus saguaro symbolizuje kryptonim lądowania na Guadalcanal (operacja Kaktus). Napis na dole brzmi: FACIAT GEORGIUS („Pozwól George’owi to zrobić”).
Rewers przedstawia krowę odwróconą tyłem do oglądającego z dmuchającym na nią wiatrakiem elektrycznym, co odnosi się do powiedzenia „g**** wpadło w wentylator”, jako żartobliwy opis beznadziejnego położenia Marines na początkowym etapie kampanii o Guadalcanal. Napis na dole brzmi: IN FOND REMEMBRANCE OF THE HAPPY DAYS SPENT FROM AUG. 7th 1942 TO JAN. 5th 1943 U.S.M.C. („Wspomnienie szczęśliwych dni spędzonych od 7 sierpnia 1942 do 5 stycznia 1943. U.S.M.C.”).